# Mõigu

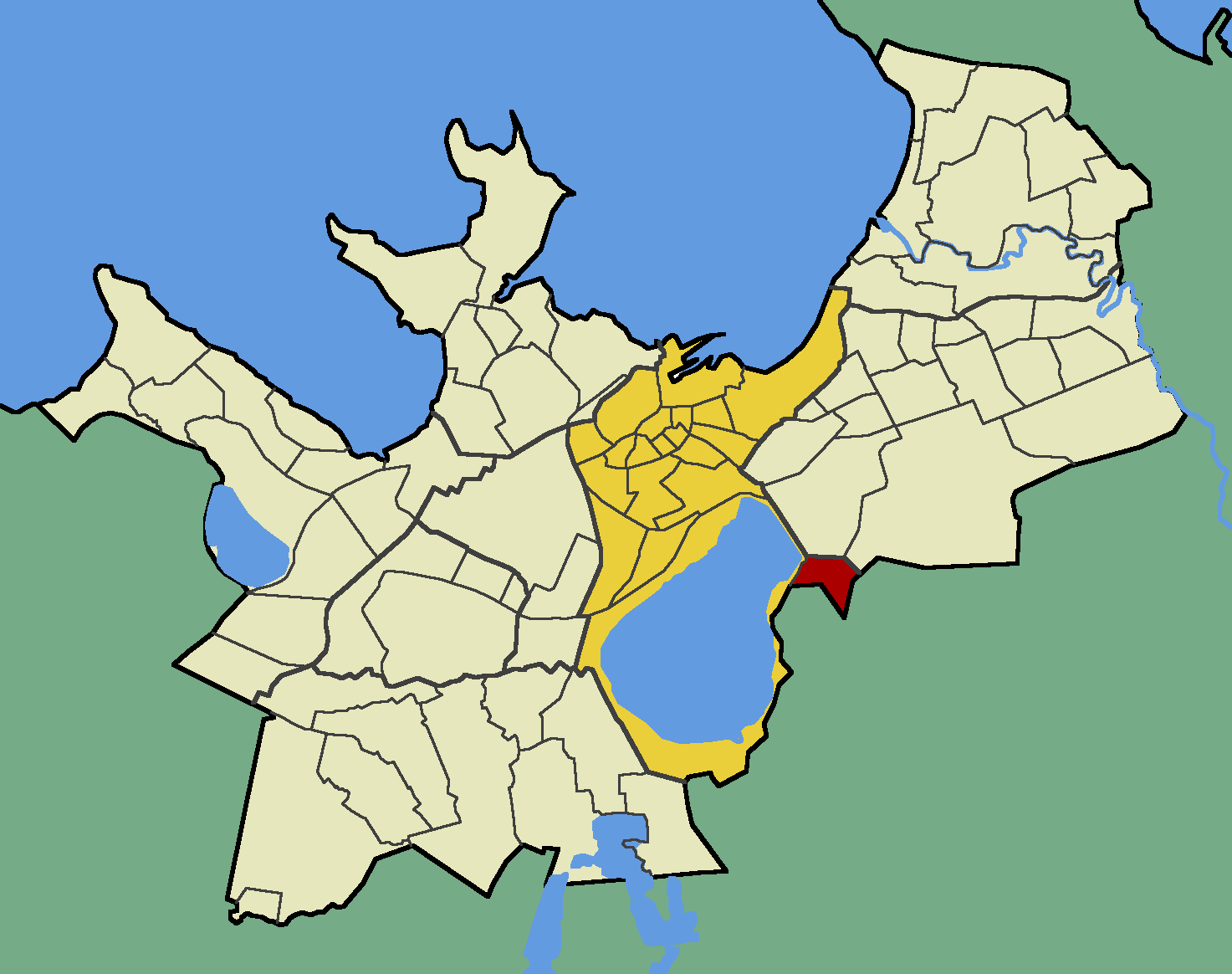
Lage von Mõigu (rot) im Tallinner Stadtteil Kesklinn (gelb)

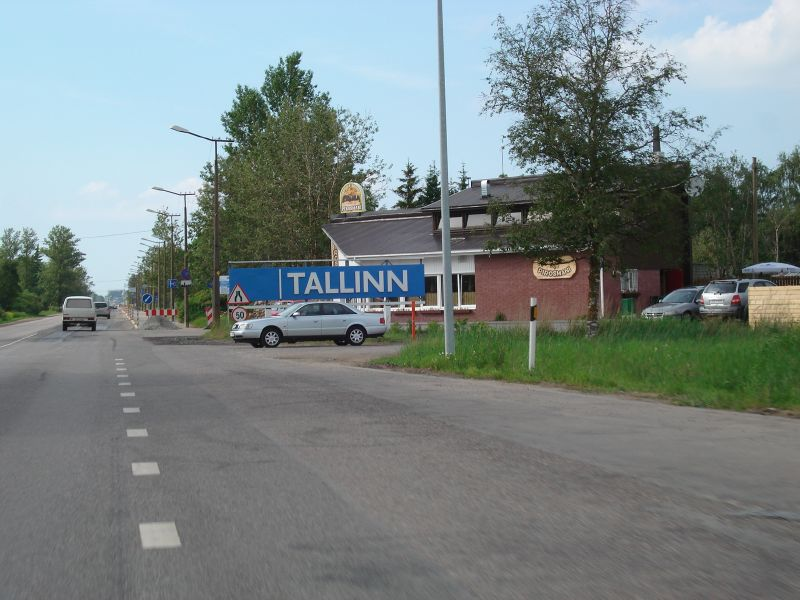
Ortsschild von Tallinn im Stadtbezirk Mõigu

Mõigu ist ein Stadtbezirk (estnisch asum) der estnischen Hauptstadt Tallinn. Der historische deutsche Name lautet Moik bzw. Moick.

## Lage und Geschichte
Der Bezirk liegt im Südosten des Stadtteils Kesklinn („Stadtzentrum“) an der Außengrenze der Stadt, etwa fünf Kilometer vom Tallinner Stadtzentrum entfernt. Mõigu hat 354 Einwohner (Stand 1. Mai 2010).
Die Siedlungen Mõigu und Järveküla wurde erstmals 1241 unter den Namen Møickæ und Jærgækylæ erwähnt. Sie waren zunächst der Tallinner Burg unterstellt. 1652 gingen beide durch Schenkung in das Eigentum der Tallinner Domkirche über.
Zwischen 1669 und 1683 wurde der Hof Moick (Mõigu mõis) gegründet. Er wurde 1692 der Tallinner Domkirche als Hospitalgut geschenkt.
1710 wurden im Zuge des Nordischen Kriegs Mõigu und Järveküla zerstört. Beim Wiederaufbau wurde der Hof Mõigu auf das Gebiet von Järveküla verlegt. Das Dorf Järveküla entstand neu auf dem Hofland von Mõigu. Dorthin wurde die bäuerliche Bevölkerung umgesiedelt und nahm den alten Ortsnamen mit. Deswegen steht heute das Gutshaus von Mõigu nur hundert Meter vom Ülemiste-See entfernt, während das Gut von Järveküla (wörtlich „Seedorf“) einige Kilometer vom See entfernt liegt.
In der zweiten Hälfte des 18. Jahrhunderts schenkte die russische Zarin Katharina II. den Hof Mõigu der (deutschsprachigen) Tallinner Domkirchengemeinde. Das zurückhaltende eingeschossige Herrenhaus aus Stein entstand um 1800. Das Haus hat im 20. Jahrhundert umfassende Umbauten erlebt und steht heute als Wohngebäude in Privateigentum. Die Nebengebäude sind größtenteils verfallen oder abgerissen. Das ehemalige Hofland umfasst auch einen Park, der sich bis ans Ufer des Ülemiste-Sees erstreckt.
Mõigu war bis in die 1970er Jahre ein eigenständiger Weiler, bis er teilweise in das Gebiet der Stadt Tallinn eingemeindet wurde. Der andere Teil fiel an das Dorf Peetri (Petrikülla) in der Landgemeinde Rae (Johannishof).

## Friedhof von Mõigu
Der historische deutschbaltische Friedhof von Mõigu (Mõigu kalmistu) wurde 1774 durch die (deutschbaltische) Kirchengemeinde des Tallinner Dombergs gegründet. Vorangegangen war ein Ukas der russischen Zarin Katharina II. vom 19. Mai 1772, der die Beisetzung in Kirchen verbot und generell die Bestattung auf Friedhöfen außerhalb der Stadtgrenzen verlangte. Mit dieser Maßnahme sollten neben Platzmangel in den Krypten vor allem ansteckende Krankheiten wie die Pest bekämpft werden.
Auf dem Friedhof von Mõigu wurden vornehmlich reiche Bürger der Stadt Tallinn sowie deutschbaltische Adelige beigesetzt. Von hohem künstlerischem Anspruch war vor allem die Grabkapelle der adligen Familie von Manteuffel. Auf dem Friedhof wurden unter anderem Paul Demetrius von Kotzebue (1810–1884) und seine Frau Wilhelmine Elisabeth (1818–1902), die Tochter Peter von Manteuffels (1768–1842), beigesetzt. Auch deren Tochter Olga Anna Pauline von Rosen (1842–1931) und ihr Mann Konstantin Andreas Nikolaus von Rosen (1834–1915) fanden in Mõigu ihre letzte Ruhestätte. Weitere Berühmtheiten waren unter anderem der Tallinner Künstler Karl Alexander von Winkler (1860–1911) und der Arzt, Mathematiker, Physiker und Meteorologe Carl Ludwig Carpov († 1801).
Der Friedhof wurde 1950/51 von den sowjetischen Besatzungsbehörden vollständig zerstört und eingeebnet. Die historischen Grabsteine wurden für Baumaßnahmen verwendet. Die gleichen gegen das Vermächtnis der Deutschbalten in Estland gerichteten Zerstörungsmaßnahmen galten den Tallinner Friedhöfen von Kopli und Kalamaja.